# (5535) Annefrank
(5535) Annefrank – planetoida z pasa głównego.

## Odkrycie
Planetoida została odkryta 23 marca 1942 roku w Landessternwarte Heidelberg-Königstuhl w Heidelbergu przez Karla Wilhelma Reinmutha. Później została nazwana dla upamiętnienia słynnej autorki pamiętnika, Anny Frank (1929-1945), która zginęła podczas Holocaustu.

## Orbita
Orbita (5535) Annefrank nachylona jest do płaszczyzny ekliptyki pod kątem 4,24°. Na jeden obieg wokół Słońca ciało to potrzebuje 3 lata i 106 dni, krążąc w średniej odległości 2,21 j.a. od Słońca. Średnia prędkość orbitalna tej planetoidy to ok. 19,45 km/s.
Należy ona do rodziny planetoidy Augusta.

## Właściwości fizyczne
Annefrank ma nieregularny kształt, jej rozmiary to 6,6 × 5,0 × 3,4 km. Jej albedo to 0,31, a jasność absolutna 13,7m.
2 listopada 2002 roku sonda kosmiczna Stardust przeleciała w odległości 3079 km od tej planetoidy, wykonując kilkadziesiąt zdjęć tego obiektu. Widać na nich nieregularny kształt planetoidy i sporo niewielkich kraterów.